# ویتانیمی
ویتانیِمی (به فنلاندی: Viitaniemi) یک منطقهٔ مسکونی در فنلاند است که در یووسکوله واقع شده‌است.